# Brusselse gewestverkiezingen 2019
Op zondag 26 mei 2019 werden in het Brussels Hoofdstedelijk Gewest verkiezingen voor het Brussels Hoofdstedelijk Parlement gehouden. Deze worden sinds 1999 altijd gelijktijdig met de Europese parlementsverkiezingen gehouden.

## Vooraf
Na de verkiezingen van 2014 vormden PS, DéFI, cdH, Open Vld, CD&V en sp.a de regering-Vervoort II onder leiding van PS’er Rudi Vervoort.

## Kandidaten

### Lijsttrekkers

#### Nederlandstalige lijsten
| Partij | Partij              | Lijsttrekker           |
| ------ | ------------------- | ---------------------- |
|        | Agora               | Pepijn Kennis          |
|        | CD&V                | Bianca Debaets         |
|        | Groen               | Elke Van den Brandt    |
|        | N-VA                | Cieltje Van Achter     |
|        | Open Vld            | Guy Vanhengel          |
|        | PVDA                | Jan Busselen           |
|        | sp.a (One.Brussels) | Pascal Smet            |
|        | Vlaams Belang       | Dominiek Lootens-Stael |

#### Franstalige lijsten
| Partij | Partij          | Lijsttrekker        |
| ------ | --------------- | ------------------- |
|        | cdH             | Céline Fremault     |
|        | DéFI            | Bernard Clerfayt    |
|        | Ecolo           | Alain Maron         |
|        | MR              | Françoise Schepmans |
|        | PP              | Nicola Tournay      |
|        | PS              | Rudi Vervoort       |
|        | PTB             | Françoise De Smedt  |
|        | Listes Destexhe | Claude Moniquet     |
|        | DierAnimal      | Victoria Austraet   |

### Kandidatenlijsten
Hieronder staan de kandidatenlijsten van de partijen. De verkozenen staan vetgedrukt.

#### Nederlandstalige kandidatenlijsten
| Plaats      | Open Vld                      | N-VA                    | Vlaams Belang           | CD&V                         | PVDA                 | Groen                  | One.Brussels-sp.a   | Agora                       |
| Effectieven | Effectieven                   | Effectieven             | Effectieven             | Effectieven                  | Effectieven          | Effectieven            | Effectieven         | Effectieven                 |
| ----------- | ----------------------------- | ----------------------- | ----------------------- | ---------------------------- | -------------------- | ---------------------- | ------------------- | --------------------------- |
| 1           | Guy Vanhengel                 | Cieltje Van Achter      | Dominiek Lootens-Stael  | Bianca Debaets               | Jan Busselen         | Elke Van Den Brandt    | Pascal Smet         | Pepijn Kennis               |
| 2           | Carla Dejonghe                | Mathias Vanden Borre    | Séra De Roover          | Paul Delva                   | Sarah El Jari        | Arnaud Verstraete      | Els Rochette        | Marie-Line Simon            |
| 3           | Khadija Zamouri               | Gilles Verstraeten      | Bob De Brabandere       | Joris Poschet                | Mattijs Vandecapelle | Juan Benjumea Moreno   | Fouad Ahidar        | Kewan Mertens               |
| 4           | Stefan Cornelis               | Sara Rampelberg         | Veronika Vassileva      | Stephanie Van der Beek       | Marie De Leener      | Soetkin Hoessin        | Hilde Sabbe         | Adeline Slosse              |
| 5           | Vincent Riga                  | Peter Vandermeersch     | Luc Beullens            | Eric Laureys                 | Yuri De Belder       | Aziza Braeckevelt      | Saliha Raiss        | Youssef Mechbal             |
| 6           | Quentin Van den Hove          | Thomas Villa            | Maria Van Droogenbroeck | Anne Mertens                 | Lieve Franssen       | Simon Boone            | Fatima Abbach       | Hélène Derbaudrenghien      |
| 7           | Ethel Savelkoul               | Margareta De Belder     | Piet Verelst            | Ibrahim Kebe                 | Joseph Ngongo        | Lotte Stoops           | Manzul Akhmedov     | Franco Carminati            |
| 8           | Kurt Deswert                  | Rachel Vander Mosen     | Mia Vercaeye            | Véronique Peters             | Anna Milojkowic      | Stijn D'Hollander      | Sonja Bellon        | Geertje De Waegeneer        |
| 9           | Lamia Khan                    | Lieven De Rouck         | Marc Malfait            | Victor Jyambere              | Paul De Mont         | Leticia Sere           | Jeannot Kabuya      | David Petit                 |
| 10          | Frederik Ceulemans            | Naoual Hamdani          | Magda Pex-Thienpont     | Marina Dehing-Van den Broeck | Nadia Mahjoub        | Steve Sirjacques       | Kezban Ekizkuyu     | Florence Prudhomme Defrance |
| 11          | Valérie Libert                | Regine Heijvaert        | Alexander Cools         | Charles-Eric Vilain XIIII    | Ruben Ramboer        | Malou Fagard           | Brahim Lhichou      | Arne Robbe                  |
| 12          | Melanie Verroken              | Koen Bevers             | Mariette Biesemans      | Madeleine Tubala wa Kabeya   | Christiana Holsbeeks | Sebastian Vanderlinden | Lander Piccart      | Sieglinde Ruelens           |
| 13          | Erik Van Den Berghe           | Alain Schoonaert        | Theophiel Van Dyck      | Frank Van Bockstal           | Peter Spaepen        | Habibe Kocalar         | Mohammed El Ouamari | Jean Rosenfeld              |
| 14          | Mireille De Winter-Corteville | Clara Bracke            | Madeleine Van Pestel    | Ingrid Haelvoet              | Kathleen Bevernage   | Pieterjan Vanden Boer  | Lola Dirkx          | Iulia Grosman               |
| 15          | Wim Vanobberghen              | Kris Van Doorsselaere   | Thierry Vandervorst     | Fatima-Zahra Amine           | Omer Mommaerts       | Johannes Schauvaerts   | Mohamed M'Farraj    | Olivier Vermeulen           |
| 16          | Isabelle Rossignol            | Ingrid Wyns             | Lutgarde Cleemput       | Georges De Smul              | Alison Boutsen       | Katia Vanden Broucke   | Lief Vandevoort     | Sandra Heremans             |
| 17          | Sven Gatz                     | Johan Van Den Driessche | Jean-Pierre Mertens     | Brigitte Grouwels            | Ivo Flaschet         | Bruno De Lille         | Elke Roex           | Gerben Van den Abbeele      |

#### Franstalige kandidatenlijsten
| Plaats      | Ecolo                              | cdH                               | MR                               | PP                      | DéFI                        | PTB                           | Listes Destexhe          | PS                        | DierAnimal                      |
| Effectieven | Effectieven                        | Effectieven                       | Effectieven                      | Effectieven             | Effectieven                 | Effectieven                   | Effectieven              | Effectieven               | Effectieven                     |
| ----------- | ---------------------------------- | --------------------------------- | -------------------------------- | ----------------------- | --------------------------- | ----------------------------- | ------------------------ | ------------------------- | ------------------------------- |
| 1           | Alain Maron                        | Céline Fremault                   | Françoise Schepmans              | Nicola Tournay          | Bernard Clerfayt            | Françoise De Smedt            | Claude Moniquet          | Rudi Vervoort             | Victoria Austraet               |
| 2           | Barbara Trachte                    | Pierre Kompany                    | Vincent De Wolf                  | Nathalie Welles         | Joëlle Maison               | Youssef Handichi              | Sophie François          | Fadila Laanan             | Yvan Beck                       |
| 3           | Kalvin Soiresse Njall              | Véronique Lefrancq                | Alexia Bertrand                  | Thierry Gilson          | Cécile Jodogne              | Francis Dagrin                | Aymeric de Lamotte       | Rachid Madrane            | Sophie Matan                    |
| 4           | Rajae Maouane                      | Christophe De Beukelaer           | Gaëtan Van Goidsenhoven          | Guy Weimerskirch        | Marc Loewenstein            | Stéphanie Koplowicz           | Victoria de Vigneral     | Delphine Chabbert         | Yvon Godefroid                  |
| 5           | Tristan Roberti                    | Rachid Azaoum                     | Dominique Dufourny               | Cédric Vanard           | Emmanuel De Bock            | Jean-Pierre Kerckhofs         | Patrick Menache          | Marc-Jean Ghyssels        | Jessica De Winter               |
| 6           | Magali Plovie                      | Marie Nyssens                     | Geoffroy Coomans de Brachène     | Alain De Kuyssche       | Marie Nagy                  | Elisa Groppi                  | Eric Sax                 | Ridouane Chahid           | Patrick Vanbeggelaer            |
| 7           | Matteo Segers                      | Bertin Mampaka Mankamba           | Anne Charlotte d'Ursel           | Thierry Lefebvre        | Michaël Vossaert            | Petya Obolensky               | Jérôme Munier            | Leila Agic                | Sarah Jourdant                  |
| 8           | Isabelle Pauthier                  | Julien Milquet                    | Clémentine Barzin                | Maëlle Crombet          | Nicole Nketo Bomele         | Luc Vancauwenberge            | Johanna Hage             | Isabelle Emmery           | Igor Wilson                     |
| 9           | Ahmed Mouhssin                     | Ahmed El Khannouss                | David Leisterh                   | Thierry Flabat          | Sadik Köksal                | Caroline De Bock              | Jérémy Charlier          | Jamal Ikazban             | Anne-Caroline de Campos Palermo |
| 10          | Barbara de Radiguès de Chennevière | Ann Gilles-Goris                  | Aurélie Czekalski                | Chimène Togbetse        | Gisèle Mandaila Malamba     | Joëlle Crema                  | Morgane Vanderzwalmen    | Julien Uyttendaele        | Jean Bellay                     |
| 11          | John Pitseys                       | Didier Wauters                    | David Weytsman                   | Anthony Hellinckx       | Michaël Loriaux             | Bruno Bauwens                 | Payam Moini              | Nadia El Yousfi           | Daphné Beineix                  |
| 12          | Marie Lecocq                       | Gladys Kazadi                     | Latifa Aït Baala                 | Christine Gossiaux      | Filiz Güles                 | Julie Maenaut                 | Laurent Donné            | Martin Casier             | Cédric Tassin                   |
| 13          | Hicham Talhi                       | Emel Köse                         | Alain Vander Elst                | François Chevalier      | Nathalie Erkan              | Jean Pestieau                 | Bardhyl Alia             | Véronique Jamoulle        | Geneviève Nys                   |
| 14          | Ingrid Parmentier                  | Fatima Moussaoui                  | Mustafa Ulusoy                   | Jason Danhier           | Abdellatif Mghari           | Patricia Polanco Palacio      | Roger Warland            | Cécile Vainsel            | Eric Laurent                    |
| 15          | Pierre-Yves Lux                    | Pierre Migisha                    | Lucas Ducarme                    | Eric Dusart             | Burim Demiri                | Aurélie Meunier               | Jean Lefebvre            | Mohamed Ouriaghli         | Jessica Nunez y Navarro         |
| 16          | Margaux De Ré                      | Anne Delvaux                      | Angelina Chan                    | Francine Eggerickx      | Alexandra Philippe          | Patrick Pestieau              | Vinciane Kaisin          | Simone Susskind           |                                 |
| 17          | Thomas Naessens                    | Yusuf Yildiz                      | Sabrina Baraka                   | Michel Van Hée          | Fatiha El Khattabi          | Gilles Marot                  | Alain Bertholet          | Emin Özkara               |                                 |
| 18          | Marie Borsu                        | Jacob Kamuanga Tujibikile         | Louis de Clippele                | Karolina Pawlowska      | Rachid Ben Salah            | Marie-Jeanne Peetermans       | Paulette Simon           | Kenza Yacoubi             |                                 |
| 19          | Vincent Molenberg                  | Kathrine Jacobs-Stolberg          | Olivier Colin                    | Nicole Wauters          | Michel Denis                | Joaquim Da Fonseca            | Samuel Hamache           | Philippe Boïketé          |                                 |
| 20          | Laurence Willemse                  | Samir Ahrouch                     | Valérie Michaux                  | Giampiero Umile         | Marie-Thérèse Kory Kiheta   | Anne Bestard                  | Rolande Keyaerts         | Lara Thommes              |                                 |
| 21          | Xavier Wyns                        | Jeanne Nyanga-Lumbala             | Siméon Ndaye                     | Nathalie Expeels        | Arsim Jakupi                | Dominique Meeùs               | Fatna Slami              | Sevket Temiz              |                                 |
| 22          | Marie Fontaine                     | Violette Gashi                    | Manel Msalmi                     | Josse Wislet            | Dorothée Scheveneels        | Annie Fromont                 | Alain Van Nieuwenborgh   | Ariane Wautelet           |                                 |
| 23          | Jérôme Thomas                      | Elhadj Moussa Diallo              | Etienne Dujardin                 | Patricia Goës           | Matthieu Pillois            | Gregory De Muylder            | Nicole Moies             | Lotfi Mostefa             |                                 |
| 24          | Anne Rakovsky                      | Zineb Hanafi                      | Françoise Carlier                | Christiane T'Sas        | Jonathan de Patoul          | Sheena Piret                  | Jean Mues                | Lydia Mutyebele Ngoi      |                                 |
| 25          | Emre Sumlu                         | Jean-Paul Van Laethem             | Achille Junior Vandyck           | Viviane Vander Eyden    | Sandra Ferretti             | Leila Lahssaini               | Maxime Dauwe             | Hasan Koyuncu             |                                 |
| 26          | Hayat Mazibas                      | Laila Bougmar                     | Aziz Es                          | Claude Demunter         | Mehmet Bilge                | Ligia Uribe                   | Xavier Guyaux            | Loubna Jabakh             |                                 |
| 27          | Elyass El Yakoubi                  | Martial Van den Broeck            | Florence Frelinx                 | Marie Flamion           | Gülcan Bozdag               | Stéphane Pepin                | Daciana Kozyreff         | Yannick Piquet            |                                 |
| 28          | Salima Barris                      | Eloïse Moutquin                   | Céline Vivier                    | Nicole Van Driessche    | Odile Margaux               | Lise Ottinger                 | Gloroise Ndayizeye       | Halima Amrani             |                                 |
| 29          | Raphaël van Breugel                | Serob Muradyan                    | Mohamed Nasri                    | Didier Vranckx          | Isabelle Rigaux             | Adrien Vranken                | Carl-Alexandre Robyn     | Ahmed Medhoune            |                                 |
| 30          | Marcela de la Pena Valdivia        | Ilias Ramdani                     | Valérie Pauwels                  | Marie Baudelet          | Mohad Ben Ali               | Colette Moulaert              | Marc Van Peteghem        | Colette Eléonore Njomgang |                                 |
| 31          | Miguel Schelck                     | Carmen de Lhoneux                 | Shalom Shriki                    | Anne-Marie Delgoffe     | Laïla Anbari                | Bob Roeck                     | Martine Dente            | Ali Bel-Housseïne         |                                 |
| 32          | Aurélie Sapa                       | Thomas Hermans                    | Kamal Adine                      | Chantal Vrebos          | Naher Arslan                | Juliette Bonmariage           | Jean-Paul Pinto Soares   | Ahmed Ouartassi           |                                 |
| 33          | Jérôme Jolibois                    | Abdelkarim Houari                 | Laurence Henniquiau              | Farida Aknaf            | Vinciane Lerate             | Benjamin Devos                | Nicole Katende           | Karima Laouji             |                                 |
| 34          | Sofia Seddouk                      | Zoé Van Hecke                     | Halina Benmrah                   | Pierre Capiaux          | Yaël Haumont                | Julie Koplowicz               | Gilles Schepens          | Khalid Zian               |                                 |
| 35          | Ahmed Barro                        | Hamza Boukhari                    | Sacha Strupar                    | Arlette Mondelé         | Thierry Mommer              | Francis Dewez                 | Lila Mery                | Habibe Duraki             |                                 |
| 36          | Lesley Chen                        | Hervé Jourquin                    | Kristela Bytyci                  | Martine Van Staen       | Victoire Kabakaji Tshiswaka | Erika Ulrix                   | Amir Kitous              | Xavier Van Cauter         |                                 |
| 37          | Stéphane Ledune                    | Selloi Hanaoui                    | Amin Hacq                        | David Alhadaff          | José Fernandez Lopez        | Julien Chaput                 | Nadia Ots                | Ghezala Cherifi           |                                 |
| 38          | Michèle Loijens                    | Dounia Mohammadi                  | Isabelle Gobert                  | Maria de Looz Corswarem | Mado Mfuni Lukanda          | Elise Wynen                   | Gaëtan Zeyen             | Karim Tafranti            |                                 |
| 39          | David Leclercq                     | François Tricot                   | François Lamy                    | Nathan Modrikamen       | Luc Detavernier             | Laurent Kumba                 | Anne Maurice             | Nevruz Ünal               |                                 |
| 40          | Agnès Vermeiren                    | Djulia Mukonde                    | Raquel Gomes David               |                         | Anne-Sophie Olbrechts       | Leïla Goldmann                | Gilbert Monk             | Avni Gjanaj               |                                 |
| 41          | Benoît César                       | Ismael Bah                        | Julien Dubois                    |                         | Gaëtan Vandeplas            | Frédéric Breda                | Tania Nabski             | Ibrahim Dönmez            |                                 |
| 42          | Cloé Devalckeneer                  | Rosa Gordillo Uribe               | Julie Moulia                     |                         | Chantal De Bondt            | Jenny Vandendaele             | Thierry Dauwe            | Melania Cojocaru          |                                 |
| 43          | Vincent Biauce                     | Mourad Jaoui                      | Alpha Balde                      |                         | Elhadj Diallo               | Tibor Van Cutsem              | Nicolas Nieuwenhuys      | Touafik Ben Addi          |                                 |
| 44          | Muriel de Viron                    | Laëtitia Custine                  | Attiya Lon                       |                         | Myriam Vanderzippe          | Marianne Lauwers              | Chahrazad Essabbai       | Nathalie Tielens          |                                 |
| 45          | Simon Rasquin                      | Jacqueline Delapierre             | Eren Güven                       |                         | Charles Six                 | Julien Ribaudo                | Sophia Ben Fadel         | Yassine Akki              |                                 |
| 46          | Hanane Kraï                        | Marcel Gérard                     | Sylvie Geilenkirchen             |                         | Ariane Calmeyn              | Ino Tutanes                   | Stéphane Renard          | Döne Sönmez               |                                 |
| 47          | Frédéric Lhoir                     | Sarah Chami Charrot               | Martine Maelschalck              |                         | Yannick de Wilde d'Estemael | Juan Palma Quispe             | Marguerite Silvestre     | Qendresa Gerlica          |                                 |
| 48          | Marie-Hélène Lahaye                | Etienne Coppieters 't Wallant     | Diederik de Schaetzen            |                         | Ariane de Lobkowicz-d'Ursel | Martine Roggemans             | Michel Neuville          | Ewa Dolinska              |                                 |
| 49          | Pierre Van Grambezen               | Mohamed Masribatti                | Solange Pitroipa                 |                         | Nicole Clumeck              | Emiel Winnelinckx             | Martine Helin            | Mourad Maimouni           |                                 |
| 50          | Xavier Rodrigues                   | Laurie Losseau                    | Laurent de Spirlet               |                         | Alexandra Roos              | Sophie Caldeira Samina Coelho | Lina El Hakim            | Silvia Gonçalves Paradela |                                 |
| 51          | Luis Barbaran Erazo                | Boris De Kock                     | Clémentine Buggenhout            |                         | Simon Willocq               | Christophe Bihin              | Marie Mukunde            | Khalid Mansouri           |                                 |
| 52          | Julie Van Lierde                   | Françoise Kesteman                | Pascal Ntahompagaze              |                         | Providence Ingabire         | Lou Le Paige                  | Philippe Grignet         | Karima Souiss             |                                 |
| 53          | Paul Grosjean                      | Mohamed Kheddoumi                 | Audrey Henry                     |                         | Renaud Zauwen               | Ahmad Haagiloee               | Valérie Philippron       | Robert Cambon Diaz        |                                 |
| 54          | Shahin Mohammad                    | Fatiha Chentouf                   | Matthieu Sander                  |                         | Viviane Van Melkebeke       | Pascale Frippiat              | Munkhdulam Naranbayasakh | Letizia De Lauri          |                                 |
| 55          | Benjamin Vella                     | Marcellin Biethe Kinoth           | Abdelaziz Ben Salah              |                         | Daniel Stanciu              | Olivier Fellemans             | Jaroslawa Slukova        | Mohammad Aamir Naeem      |                                 |
| 56          | Christine Verstegen                | Yolène Degbia Yapenzikoula        | Alexandre Piha                   |                         | Jamilla Sahraoui            | Myriam Ulrix                  | Charlotte Blondeau       | Samira Benallal           |                                 |
| 57          | Thomas Prédour                     | Fatima Ba                         | Gabriel Persoons                 |                         | Geoffrey Cantiniaux         | Willy Kalb                    | Onoya Dembo              | Cellou Satina Diallo      |                                 |
| 58          | Chantal Hoornaert                  | Cédric Constant                   | Joseph Nde Djiele                |                         | Stéphane Camut              | Christine Gehenot             | Xiao-Ji Zhang            | Julia Violeta Erazo Felix |                                 |
| 59          | Blaise Godefroid                   | Alexandra Godbille                | Rose-Anastasia Mefalessi         |                         | Malika Baramoto             | Antoine Moens de Hase         | Giuseppe Baudewyns       | Anas Ben Abdelmoumen      |                                 |
| 60          | Claire Finné                       | Natalie Zocastello                | Aline Everard de Harzir          |                         | Anis Bibani                 | Sarah Devigne                 | Chantal Schaller         | Sophie Berthelon          |                                 |
| 61          | Taoufik Hamzaoui                   | Aziz Zbairi                       | Christian Sebanyambo             |                         | Vanessa Loodts              | Gérard Mugemangango           | Evelyne Devroye          | Sofian El Sayd            |                                 |
| 62          | Blanche de Pierpont                | Nour Koumi                        | François d'Adesky                |                         | Nabil Boulakhrif            | Shannah Moxhet                | Albert Charlier          | Rita Bennis               |                                 |
| 63          | Aissa Dmam                         | Alidor Masamba                    | Christelle Kasembwe              |                         | Marie-Jeanne Peti Mpangi    | Thierry Pierret               | Rosa Presti              | Fatmir Limani             |                                 |
| 64          | Elsa Boonen                        | Samar Skaïki                      | Bernard Vinois                   |                         | Youssef Archich             | Laurence Chin                 | Elodie Neuville          | Justine Harzé             |                                 |
| 65          | Lucien Standaert                   | Narek Aghasaryan                  | Claire Dufour                    |                         | Samantha Warginaire         | Octave Daube                  | Elisha Benkoski          | Rachid Mahdaoui           |                                 |
| 66          | Andromaque Zens                    | Mohamed Garti Moulki              | Giuseppina Ianiri                |                         | Antoine Couvreur            | Christa Pelz                  | Vera Deda                | Astrid Malabuna-Makuika   |                                 |
| 67          | Adrien Volant                      | Sophie-Charlotte Cauuet           | Laure Lita                       |                         | Mbumba Joëlle Mbeka         | Timothée Genot                | Stefan Patron            | Lucien Rigaux             |                                 |
| 68          | Farida Tahar                       | Cécile Roba                       | Kathleen Delvoye                 |                         | André Kolonda               | Claire Obolensky              | Colette Goin             | Nathalie David            |                                 |
| 69          | Mamadou Bah                        | Geneviève Oldenhove de Guertechin | Maryam Matin Far                 |                         | Laura Squartini             | Eric Paternoster              | Franz De Raedemaeker     | Camille Poncin            |                                 |
| 70          | Liesbet Temmerman                  | Annick Segers                     | Jacques de Jonghe d'Ardoye d'Erp |                         | Aurélie Melard              | Jeanne-Marie Stévenart        | Christiane Callot        | Fabienne Miroir           |                                 |
| 71          | Henri Goldman                      | Antoine de Borman                 | Viviane Teitelbaum               |                         | Nicolas Harmel              | Quentin Vanbaelen             | Michel Eylenbosch        | Bea Diallo                |                                 |
| 72          | Zoé Genot                          | Philippe Malherbe                 | Boris Dilliès                    |                         | Christophe Magdalijns       | Simon de Beer                 | Carine Couquelet         | Philippe Close            |                                 |

## Uitslagen

### Nederlandstalige lijsten
| Nederlands | Nederlands        | 2019   | 2019    | 2019  | 2014   | 2014 | verschil |
| Partij     | Partij            | Zetels | stemmen | %     | Zetels | %    | Zetels   |
| ---------- | ----------------- | ------ | ------- | ----- | ------ | ---- | -------- |
|            | Groen             | 4      | 14.425  | 20,61 | 3      | 17,9 | +1       |
|            | N-VA              | 3      | 12.578  | 17,97 | 3      | 17,0 | =        |
|            | Open Vld          | 3      | 11.051  | 15,79 | 5      | 26,7 | -2       |
|            | One.Brussels-sp.a | 3      | 10.540  | 15,06 | 3      | 19,5 | =        |
|            | VB                | 1      | 5.838   | 8,34  | 1      | 5,6  | =        |
|            | CD&V              | 1      | 5.231   | 7,47  | 2      | 11,4 | -1       |
|            | Agora             | 1      | 3.629   | 5,18  | -      | -    | +1       |
|            | PVDA              | 1      | 2.992   | 4,27  | -      | -    | +1       |
|            | Overige           | 0      | 3.712   | 5,31  | 0      | 1,8  | =        |
|            | Totaal            | 17     | 69.996  |       |        |      |          |

Verkozenen:
| - Pascal Smet (One.Brussels-sp.a, 4.562) - Guy Vanhengel (Open Vld, 4.551) - Elke Van Den Brandt (Groen, 4.320) - Cieltje Van Achter (N-VA, 3.256) - Fouad Ahidar (One.Brussels-sp.a, 2.451) - Bianca Debaets (CD&V, 2.151) | - Sven Gatz (Open Vld, 2.103) - Lotte Stoops (Groen, 1.696) - Carla Dejonghe (Open Vld, 1.682) - Dominiek Lootens-Stael (VB, 1.553) - Arnaud Verstraete (Groen, 1.391) - Mathias Vanden Borre (N-VA, 1.178) | - Els Rochette (One.Brussels-sp.a, 1.142) - Juan Benjumea Moreno (Groen, 862) - Gilles Verstraeten (N-VA, 833) - Jan Busselen (PVDA, 741) - Pepijn Kennis (Agora, 573) |

### Franstalige lijsten
| Frans  | Frans           | 2019   | 2019    | 2019  | 2014   | 2014 | verschil |
| Partij | Partij          | Zetels | stemmen | %     | Zetels | %    | Zetels   |
| ------ | --------------- | ------ | ------- | ----- | ------ | ---- | -------- |
|        | PS              | 17     | 85.530  | 22,03 | 21     | 26,6 | -4       |
|        | Ecolo           | 15     | 74.246  | 19,12 | 8      | 10,1 | +7       |
|        | MR              | 13     | 65.502  | 16,87 | 18     | 23,0 | -5       |
|        | DéFI            | 10     | 53.638  | 13,81 | 12     | 14,8 | -2       |
|        | PTB             | 10     | 52.297  | 13,47 | 4      | 3,9  | +6       |
|        | cdH             | 6      | 29.436  | 7,58  | 9      | 11,7 | -3       |
|        | Listes Destexhe | 0      | 10.052  | 2,59  | -      | -    | -        |
|        | PP              | 0      | 6.605   | 1,70  | 0      | 1,9  | =        |
|        | DierAnimal      | 1      | 5.113   | 1,32  | -      | -    | +1       |
|        | Overige         | 0      | 5.859   | 1,51  | 0      | 7,7  | -        |
|        | Totaal          | 72     | 388.278 |       |        |      |          |

Verkozenen:
| - Rudi Vervoort (PS, 16.889) - Françoise Schepmans (MR, 16.856) - Bernard Clerfayt (DéFI, 14.672) - Youssef Handichi (PTB, 13.079) - Françoise De Smedt (PTB, 12.658) - Alain Maron (Ecolo, 11.183) - Rachid Madrane (PS, 10.833) - Fadila Laanan (PS, 10.385) - Vincent De Wolf (MR, 8.576) - Barbara Trachte (Ecolo, 7.992) - Céline Fremault (cdH, 7.707) - Leila Lahssaini (PTB, 6.726) - Hasan Koyuncu (PS, 6.368) - Philippe Close (PS, 6.230) - Alexia Bertrand (MR, 6.098) - Ridouane Chahid (PS, 5.438) - Jamal Ikazban (PS, 5.217) - Zoé Genot (Ecolo, 5.157) - Sevket Temiz (PS, 4.963) - Anne-Charlotte d'Ursel (MR, 4.926) - Joëlle Maison (DéFI, 4.778) - Cécile Jodogne (DéFI, 4.662) - Pierre Kompany (cdH, 4.661) - Mohamed Ouriaghli (PS, 4.414) | - Emin Özkara (PS, 4.385) - Rajae Maouane (Ecolo, 4.297) - Nadia El Yousfi (PS, 4.155) - Magali Plovie (Ecolo, 3.944) - Gaëtan Van Goidsenhoven (MR, 3.880) - Marie Lecocq (Ecolo, 3.841) - Barbara de Radiguès de Chennevière (Ecolo, 3.690) - Isabelle Pauthier (Ecolo, 3.606) - Boris Dilliès (MR, 3.541) - Ibrahim Dönmez (PS, 3.477) - Geoffroy Coomans de Brachène (MR, 3.260) - Marc-Jean Ghyssels (PS, 3.199) - Delphine Chabbert (PS, 3.186) - Dominique Dufourny (MR, 3.144) - Stéphanie Koplowicz (PTB, 3.086) - Isabelle Emmery (PS, 3.051) - Francis Dagrin (PTB, 2.998) - Farida Tahar (Ecolo, 2.993) - Bertin Mampaka Mankamba (cdH, 2.929) - Ahmed Mouhssin (Ecolo, 2.922) - Christophe De Beukelaer (cdH, 2.905) - Ahmad Haagiloee (PTB, 2.892) - Leila Agic (PS, 2.855) - Elisa Groppi (PTB, 2.779) | - Marie Nagy (DéFI, 2.768) - Julien Uyttendaele (PS, 2.766) - Ariane de Lobkowicz-d'Ursel (DéFI, 2.746) - Kalvin Soiresse Njall (Ecolo, 2.684) - Viviane Teitelbaum (MR, 2.652) - Caroline De Bock (PTB, 2.635) - David Weytsman (MR, 2.509) - Jean-Pierre Kerckhofs (PTB, 2.496) - Hicham Talhi (Ecolo, 2.473) - Christophe Magdalijns (DéFI, 2.363) - Tristan Roberti (Ecolo, 2.338) - Emmanuel De Bock (DéFI, 2.248) - Petya Obolensky (PTB, 2.158) - Clémentine Barzin (MR, 2.121) - Gladys Kazadi (cdH, 2.088) - Marc Loewenstein (DéFI, 2.058) - Matteo Segers (Ecolo, 2.035) - David Leisterh (MR, 1.988) - Jonathan de Patoul (DéFI, 1.941) - John Pitseys (Ecolo, 1.765) - Michaël Vossaert (DéFI, 1.687) - Aurélie Czekalski (MR, 1.647) - Véronique Lefrancq (cdH, 1.503) - Victoria Austraet (DierAnimal, 1.385) |